# Häggvall
Häggvall är en bebyggelse i Valla socken i Tjörns kommun i Bohuslän. Området avgränsades före 2015 till en småort och räknas därefter som en del av tätorten Myggenäs.